# Вторая мировая: Нормандия
| Русскоязычные издания | Русскоязычные издания |
| Издание               | Оценка                |
| --------------------- | --------------------- |
| «Игромания»           | 4/5                   |

Вторая мировая: Нормандия — компьютерная игра в жанре wargame, разработанная на основе вышедшей годом ранее игры Вторая мировая и выпущенная российской компанией «1С» (за рубежом издана компанией Battlefront.com под названием Theatre of War). Русская версия была выпущена 8 февраля 2008 года.
Владельцы оригинальной «Второй мировой» получили игру бесплатно в виде патча объёмом 1,2 Гб.

## Особенности
По сравнению с оригиналом были добавлены:
- 2 новые кампании — «Битва за Москву» (за СССР) и «Битва за Нормандию» (за Германию)[2], рассчитанные на опытных игроков[1];
- Новые одиночные миссии, в одной из которых («За линией фронта») игрок управляет отрядом советских диверсантов[1];
- Ряд изменений в игровой механике, например, улучшенная система видимости[2][4], возможность пользоваться чужой трофейной техникой[3];
- Генератор миссий[1];
- Улучшенный многопользовательский режим[1][2].

В целом, игра была переориентирована на рынок варгеймов.

## Критика
В числе недостатков рецензенты отмечали недостаток нового контента (по мнению одного из них, «на полноценный аддон „Нормандия“ никак не тянет. Это приятный бонус для поклонников оригинала, но не более того»), недостаточную очевидность игровой механики и её сильную зависимость от генератора случайных чисел, высокие системные требования.